# Iris Ziekenhuizen Zuid
Iris Ziekenhuizen Zuid (IZZ, Frans: Hôpitaux Iris Sud (HIS)) is een samenwerking van vier ziekenhuizen in Brussel.
Deze organisatie is in 1999 ontstaan uit een fusie van vier verpleegcentra in het zuiden van Brussel: Baron Lambert, Elsene, Joseph Bracops en Molière Longchamp. 
IZZ is een openbaar ziekenhuis en maakt deel uit van de Interhospitalenkoepel van de Regio voor Infrastructurele Samenwerking (IRIS), het netwerk van de Brusselse openbare ziekenhuizen.